# Apterichtus orientalis
Apterichtus orientalis is een straalvinnige vissensoort uit de familie van slangalen (Ophichthidae). De wetenschappelijke naam van de soort is voor het eerst geldig gepubliceerd in 1994 door Machida & Ohta.